# James M. Collins
James Mitchell Collins (ur. 29 kwietnia 1916 w Hallsville, zm. 21 lipca 1989 w Dallas) – amerykański polityk, członek Partii Republikańskiej.

## Działalność polityczna
W okresie od 24 sierpnia 1968 do 3 stycznia 1983 przez siedem kadencji i 132 dni był przedstawicielem 3. okręgu wyborczego w stanie Teksas w Izbie Reprezentantów Stanów Zjednoczonych.